# Tomáš Košút
Tomáš Košút (Pöstyén, 1990. január 13. –) szlovák utánpótlás-válogatott labdarúgó, hátvéd.

## Pályafutása

### Klubcsapatban
Labdarúgó pályafutását szülővárosának csapatában, a Pöstyénben kezdte. Ezt követően a Nyitra csapatához került, ahol előbb az utánpótlásban játszott, majd 2008-ban bemutatkozhatott a felnőtt csapatban is. 2009-ben a Sparta Praha játékosa lett, de itt csak a tartalékcsapatban jutott szóhoz, így egy év elteltével a szintén élvonalbeli Slováckóhoz igazolt. Itt hét szezont töltött el, összesen 158 bajnoki mérkőzésen lépett pályára és tíz gólt szerzett. 
2017 nyarán két évre aláírt a lengyel Arka Gdynia csapatához. Decemberben felbontotta szerződését és szabadon igazolható játékosként, ingyen írt alá a Budapest Honvéd csapatához 2018. február 2-án.

## További információ
- Tomáš Košút profilja a Slovácko honlapján Archiválva 2016. március 3-i dátummal a Wayback Machine-ben
- Tomáš Košút adatlapja a Soccerway oldalon (angolul)
- Tomáš Košút a 90minut.pl oldalon (lengyelül)